# Dacksjötjärnen
Dacksjötjärnen är en sjö i Sundsvalls kommun i Medelpad och ingår i Indalsälvens huvudavrinningsområde. Sjön är 11,9 meter djup, har en yta på 0,02 kvadratkilometer och är belägen 229 meter över havet.